# Тейлър Адамс
Тейлър Адамс (на английски: Taylor Adams) е американски сценарист, режисьор и писател на произведения в жанра трилър, криминален роман и хорър.

## Биография и творчество
Тейлър Адамс е роден в САЩ. От ранна възраст желае да бъде писател. Завършва през 2009 г. Източния Вашингтонски университет бакалавърска степен по електронни медии и филми с награда за отлични постижения в писането на сценарии и с престижната награда „Едмънд Г. Ярууд“.
След дипломирането си работи във филмовата/телевизионната индустрия. Режисира през 2008 г. аплодирания късометражен филм „And I Feel Fine“ (И аз се чувствам добре). Неговата режисьорска работа е показана на Сиатълския истински независим филмов фестивал, където получава наградата „Майкъл Стипе“. Негови филмови критики са включени в блога „Fox Life“ на KAYU-TV. От 2014 г. работи в Телевизия „King 5“.
Първият му роман „Изстрел“ е издаден през 2014 г. Историята е за съпруг и съпруга, които са притиснати от безмилостен снайперист на мили в пустинята Мохаве, и ще трябва да направят и невъзможното, за да оцелеят.
Вторият му роман, паранормалният трилър „Our Last Night“ (Нашата последна нощ) от 2015 г., включва призраци, романтика и прокълната антикварна пушка.
Психологическият му трилър „Без изход“ от 2017 г. е за група непознати, събрани случайно през нощта в крайпътен заслон в отдалечено място в Скалистите планини заради снежна виелица. Попаднала там, младата студентка Дарби Торн открива отвлечено 7-годишно момиче, заключено в клетка в микробус на паркинга. Тя трябва да разкрие и надхитри непознатия порочен психопат. Книгата е преведена на над 30 езика по света. Екранизирана е в едноименния филм от 20th Century Studios.
В романа му „Hairpin Bridge“ (Мостът Херпин) от 2021 г. главната героиня Лена Нгуен разследва смъртта на сестра си близначка, която според полицията се е самоубила скачайки от моста. Но някои факти от историята са съмнителни и тя търси обяснение.
Тейлър Адамс живее в Сеатъл, щат Вашингтон.

## Произведения

### Самостоятелни романи
- Eyeshot (2014)
Изстрел, изд.: „Сиела“, София (2020), прев. Камен Велчев
- Our Last Night (2015)
- No Exit (2017)
Без изход, изд.: „Сиела“, София (2019), прев. Камен Велчев
- Hairpin Bridge (2021)

### Екранизации
- 2022 No Exit

## Филмография
- 2008 And I Feel Fine – късометражен
- 2010 Charlie